# Michiko Tachibana
Michiko Tachibana (jap. 橘美智子, Tachibana Michiko; * um 1935) ist eine japanische Badmintonspielerin.

## Karriere
Michiko Tachibana wurde 1960 japanische Meisterin im Dameneinzel. Ein Jahr später siegte sie im Einzel bei den Erwachsenenmeisterschaften des Landes. 1962 gewann sie dort die Damendoppelkonkurrenz. Tachibana repräsentierte Japan auch international in der Nationalmannschaft.

## Sportliche Erfolge
| Saison | Veranstaltung                     | Disziplin   | Platz | Name              |
| ------ | --------------------------------- | ----------- | ----- | ----------------- |
| 1960   | Japan: Einzelmeisterschaften      | Dameneinzel | 1     | Michiko Tachibana |
| 1961   | Japan: Erwachsenenmeisterschaften | Dameneinzel | 1     | Michiko Tachibana |